# Las aguas han invadido mi alma
Las aguas han inundado mi alma (en japonés 洪水はわが魂に及び Kōzui wa waga tamashii ni oyobi) es una novela corta escrita en 1973 del escritor japonés Kenzaburō Ōe, ganador del premio Nobel de literatura en 1994. Está incluida en el libro de relatos Dinos cómo sobrevivir a nuestra locura (1966). 

## Argumento
Su protagonista es un escritor de mediana edad que vive con su hijo deficiente mental y se plantea ciertas dudas y razones para la vida. 
Su tema presenta similitudes con otras obras del autor, como Una cuestión personal (1964) y ¡Despertad, oh jóvenes de la nueva era! (1983), las cuales se centran en su hijo, y en este busca explicar el sentido de su propia existencia.
- Datos: Q1967919